# پیوارا توزلا
پیوارا توزلا (انگلیسی: Pivara Tuzla) شرکت نوشیدنی بوسنیایی است، که در سال ۱۸۸۴ تأسیس شد.